# Lielborne
Lielborne (d. Grosborna, niem. Groß Born) – wieś na Łotwie, w novadsie Górna Dźwina, w pagastsie Saliena.
Znajdują się tu pozostałości dworu Gross Born należącego do rodziny von Loringhoven.
W 1899 w Grosbornie urodził się Wessel Freytag von Loringhoven.